# Rafael Ratão
Rafael Ratão (30 de noviembre de 1995) es un futbolista brasileño que juega como delantero en el Cerezo Osaka de la J1 League.

## Trayectoria

### Clubes
| Club                      | País          | Año       |
| ------------------------- | ------------- | --------- |
| A. A. Ponte Preta         | Brasil        | 2013-2016 |
| → C. A. Penapolense       | Brasil        | 2013      |
| → Boa E. C.               | Brasil        | 2014      |
| → Santos F. C.            | Brasil        | 2014      |
| → C. A. Penapolense       | Brasil        | 2015      |
| → Guaratinguetá           | Brasil        | 2015      |
| → Albirex Niigata         | Japón         | 2015      |
| → Náutico                 | Brasil        | 2016      |
| Chungju Hummel F. C.      | Corea del Sur | 2016      |
| C. A. Tubarão             | Brasil        | 2017      |
| Luverdense E. C.          | Brasil        | 2017      |
| Grêmio Novorizontino      | Brasil        | 2018      |
| Oeste F. C.               | Brasil        | 2018      |
| F. C. Zorya Luhansk       | Ucrania       | 2018-2019 |
| → Š. K. Slovan Bratislava | Eslovaquia    | 2019      |
| Š. K. Slovan Bratislava   | Eslovaquia    | 2020-2021 |
| Toulouse F. C.            | Francia       | 2021-2023 |
| E. C. Bahia               | Brasil        | 2023-     |
| → Cerezo Osaka            | Japón         | 2025-     |

## Palmarés

### Títulos nacionales
| Título                  | Club                    | País       | Año  |
| ----------------------- | ----------------------- | ---------- | ---- |
| Superliga de Eslovaquia | Š. K. Slovan Bratislava | Eslovaquia | 2019 |
| Superliga de Eslovaquia | Š. K. Slovan Bratislava | Eslovaquia | 2020 |
| Copa de Eslovaquia      | Š. K. Slovan Bratislava | Eslovaquia | 2020 |
| Superliga de Eslovaquia | Š. K. Slovan Bratislava | Eslovaquia | 2021 |
| Copa de Eslovaquia      | Š. K. Slovan Bratislava | Eslovaquia | 2021 |
| Copa de Francia         | Toulouse F. C.          | Francia    | 2023 |